# Gyda
Gyda (Гыда, dawniej Gydojama) – miejscowość w Rosji w rejonie tazowskim w Jamalsko-Nienieckim Okręgu Autonomicznym założona w 1935 roku. W 2019 roku liczyła ona 3692 mieszkańców, głównie Rosjan i Nieńców (ponad 90% mieszkańców to Nieńcy). Nazwa „Gyda” pochodzi z języka nienieckiego. Od 2014 roku miejscowość zaliczana jest do strefy przygranicznej Rosji. Jest to miejsce zsyłki około 259 więźniów GUŁAG-u. Burmistrz miejscowości to Szabalin Oleg Mikołajewicz. Przez miejscowość przepływa rzeka Gyda.

## Infrastruktura
W miejscowości znajdują się: szkoła średnia z internatem, przedszkole, biblioteka, klub, lodowisko i szpital. W Gydzie znajduje się też 11 ulic.

## Gospodarka
Mieszkańcy Gydy zajmują się głównie rybołówstwem i hodowlą reniferów.

## Ludność
Procentowy stosunek liczby ludności zamieszkującej do populacji koczowniczej utrzymuje się obecnie na poziomie: 26% i 74%.

## Transport
Gyda jest oddalona od Tazowskij (miasta rejonowego) o 380 km i z miastem tym posiada tylko połączenie lotnicze.
Najbliższa stacja kolejowa jest oddalona o 614 km, zaś najbliższe lotnisko o 564 km. Miejscowość posiada infrastrukturę drogową o długości 7 km, a także dwa lądowiska dla helikopterów.